# 1038
1038 (MXXXVIII) var ett normalår som började en söndag i den julianska kalendern.

## Händelser

### Juni
- 22 juni – Kungariket Kastilien grundas.[1]

### Okänt datum
- Madrid erövras av de kristna från muslimerna.
- Versailles omnämns för första gången.

## Födda
- Isaac ibn Ghiyyat, spansk rabbi.
- Rostislav av Tmutorokan, prins av Tmutorokan, Volynien och Rostov.

## Avlidna
- 15 augusti – Stefan I av Ungern.
- Aethelnoth, ärkebiskop av Canterbury.
- Alhazen, arabisk matematiker.
- Gunhild av Danmark (tysk drottning)

### Fotnoter
1. ↑  World Statesmen (läst 7 april 2011)